# Harriet van Ettekoven
Harriet van Ettekoven est une rameuse néerlandaise née le 6 janvier 1961 à Zandvoort. 

## Palmarès
- Jeux olympiques d'été de 1984 à Los Angeles
  -  Médaille de bronze en huit[1].